# Erft
Erft – rzeka w kraju związkowym Nadrenia Północna-Westfalia w Niemczech o długości 106,6 km, lewy dopływ Renu. Rzeka płynie pogórzami Eifel, po czym wpływa do Renu. Oryginalny bieg Erft został zmieniony w związku z funkcjonowaniem w jej pobliżu odkrywkowej kopalni węgla brunatnego. Od nazwy rzeki pochodzi nazwa miasta: Erftstadt, przez który przepływa, a także nazwa powiatu Rhein-Erft. 

## Zobacz też

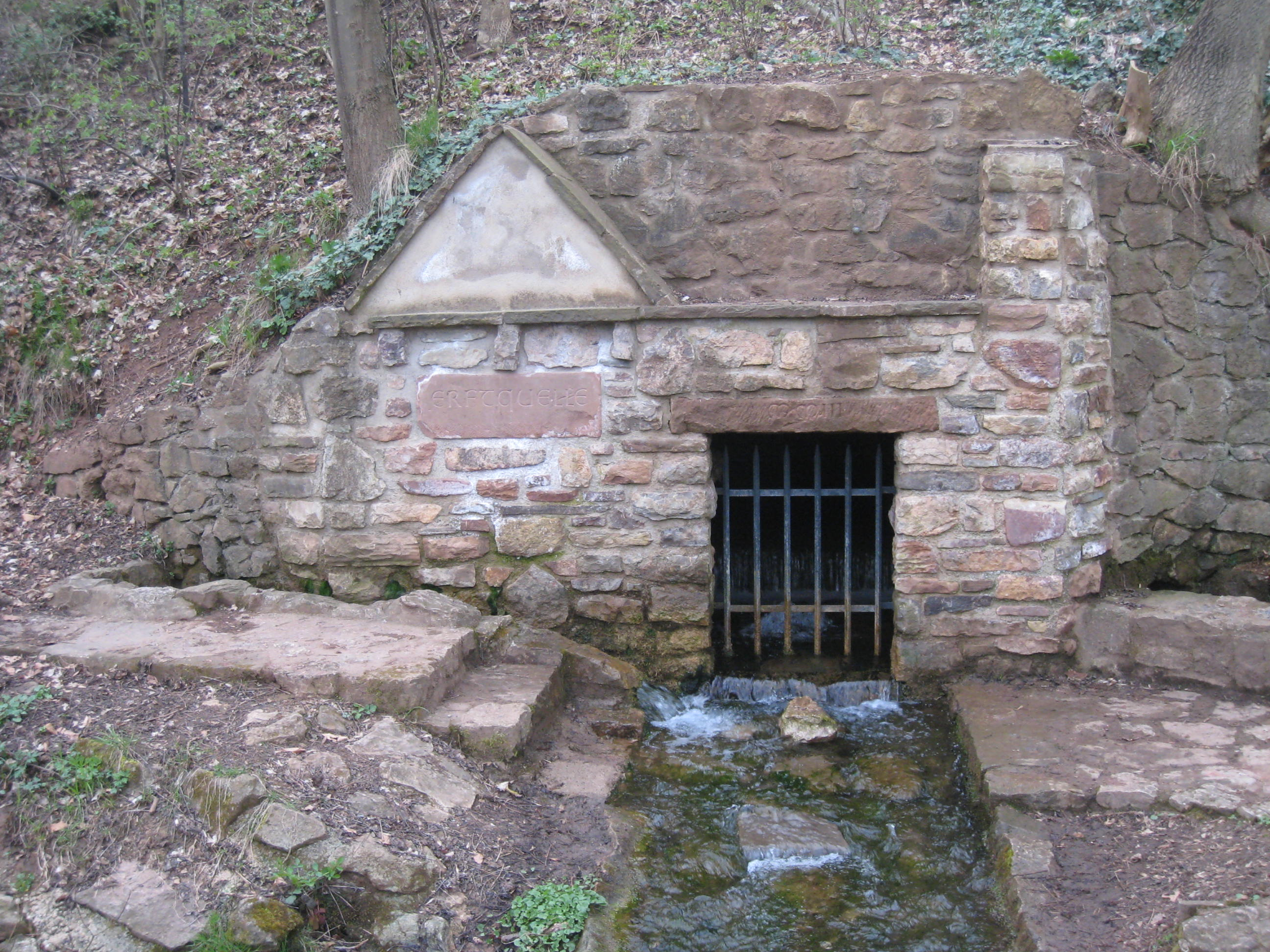
Źródło Erft

## Miasta leżące nad Erft
- Bad Münstereifel
- Bedburg
- Bergheim
- Euskirchen
- Erftstadt
- Grevenbroich